# 巴特法
48°34′12″N 22°11′26″E / 48.57000°N 22.19056°E
巴特法（烏克蘭語：Батфа），是烏克蘭的村落，位於該國西部外喀爾巴阡州，由烏日霍羅德區負責管轄，始建於1786年，面積0.003平方公里，海拔高度106米，2001年人口231，人口密度每平方公里77,000人。